# 関西学生ラクロスリーグ戦
関西学生ラクロスリーグ戦(男子)（かんさいがくせいラクロスリーグせん(だんし)）は、（京都府・大阪府・滋賀県・兵庫県)における大学の男子ラクロス部が戦う公式戦であり、日本ラクロス協会が主催する。

## 関西学生ラクロスリーグ戦(男子) 1部 歴代順位表(1990-)
| 年度  | 優勝           | 2位      | 3位      | 4位      | 5位        | 6位          | 7位      | 8位        |
| ----- | -------------- | -------- | -------- | -------- | ---------- | ------------ | -------- | ---------- |
| 1990  | 関西学院       | 神戸     | 甲南     | 同志社   | 関西       | 京都・立命館 | 龍谷     |            |
| 1991A | 関西学院(優勝) | 同志社   | 関西     | 京都     | 大阪国際   | 近畿         |          |            |
| 1991B | 神戸           | 立命館   | 甲南     | 龍谷     | 桃山学院   | 流通科学     |          |            |
| 1992  | 関西学院       | 神戸     | 同志社   | 立命館   | 関西       | 大阪国際     | 龍谷     | 甲南       |
| 1993  | 関西学院       | 神戸     | 立命館   | 関西     | 同志社     | 京都         | 龍谷     | 大阪国際   |
| 1994  | 神戸           | 関西学院 | 関西     | 同志社   | 立命館     | 大阪国際     | 龍谷     | 京都       |
| 1995  | 神戸           | 関西学院 | 立命館   | 同志社   | 大阪国際   | 甲南         | 龍谷     | 京都       |
| 1996  | 関西学院       | 同志社   | 神戸     | 大阪産業 | 関西       | 立命館       | 甲南     | 大阪国際   |
| 1997  | 関西学院       | 同志社   | 神戸     | 関西     | 甲南       | 大阪学院     | 立命館   | 大阪産業   |
| 1998  | 神戸           | 同志社   | 京都     | 関西学院 | 関西       | 立命館       | 甲南     | 大阪学院   |
| 1999  | 神戸           | 立命館   | 関西学院 | 京都     | 同志社     | 関西         | 甲南     | 流通科学   |
| 2000  | 神戸           | 関西学院 | 立命館   | 同志社   | 龍谷       | 京都         | 関西     | 甲南       |
| 2001  | 神戸           | 同志社   | 関西学院 | 京都     | 立命館     | 流通科学     | 関西     | 龍谷       |
| 2002  | 神戸           | 関西学院 | 京都     | 立命館   | 流通科学   | 甲南         | 関西     | 同志社     |
| 2003  | 関西学院       | 京都     | 立命館   | 神戸     | 龍谷       | 甲南         | 流通科学 | 佛教       |
| 2004  | 京都           | 関西学院 | 龍谷     | 立命館   | 追手門学院 | 甲南         | 大阪     | 神戸       |
| 2005  | 京都産業       | 立命館   | 関西学院 | 京都     | 大阪学院   | 龍谷         | 佛教     | 追手門学院 |
| 2006  | 京都           | 神戸     | 関西学院 | 京都産業 | 同志社     | 立命館       | 佛教     | 龍谷       |
| 2007  | 関西学院       | 京都     | 京都産業 | 神戸     | 佛教       | 同志社       | 大阪産業 | 大阪市立   |
| 2008  | 京都           | 立命館   | 京都産業 | 関西学院 | 同志社     | 佛教         | 近畿     | 神戸       |
| 2009  | 関西学院       | 京都     | 京都産業 | 龍谷     | 同志社     | 立命館       | 甲南     | 大阪産業   |
| 2010  | 京都           | 京都産業 | 立命館   | 龍谷     | 同志社     | 大阪         | 関西学院 | 佛教       |
| 2011  | 京都           | 神戸     | 関西学院 | 龍谷     | 同志社     | 立命館       | 大阪     | 京都産業   |
| 2012  | 京都           | 立命館   | 神戸     | 大阪     | 同志社     | 関西学院     | 近畿     | 龍谷       |
| 2013  | 神戸           | 立命館   | 京都     | 同志社   | 関西学院   | 京都産業     | 近畿     | 大阪       |
| 2014  | 関西学院       | 同志社   | 京都産業 | 立命館   | 神戸       | 龍谷         | 近畿     |            |
| 2015  | 大阪           | 関西学院 | 立命館   | 神戸     | 関西       | 同志社       | 京都産業 | 大阪教育   |
| 2016  | 神戸           | 大阪     | 京都産業 | 関西学院 | 関西       | 立命館       | 同志社   |            |
| 2017  | 大阪           | 立命館   | 関西学院 | 神戸     | 京都産業   | 関西         | 龍谷     |            |
| 2018  | 京都           | 神戸     | 関西学院 | 立命館   | 大阪       | 関西         | 京都産業 |            |
| 2019  |                |          |          |          |            |              |          |            |
| 2020  | 開催中止       | 開催中止 | 開催中止 | 開催中止 | 開催中止   | 開催中止     | 開催中止 | 開催中止   |
| 2021  | 関西学院       | 立命館   | 京都     | 神戸     | 大阪       | 関西         | 大阪教育 |            |
| 2022  | 関西学院       | 京都     | 神戸     | 関西     | 近畿       | 龍谷         | 立命館   |            |

- FINAL4(3)後の最終順位、同じ準決勝敗退はリーグ戦順位に準ずる
- 1990年度は1部リーグのみ
- 1991年度は1部リーグがAリーグ・Bリーグ(両リーグ間に優劣なし)に分かれ、その後優勝決定戦
- 1992年度は1部・2部制度
- 1993年度～1997年度、2004年度～2008年度は1部・2部・3部制度
- 1998年度～2002年度は1部・2部A・2部B制度(2部A・2部B間に優劣なし)
- 2003年度、2009年度～2013年度、2015年度～2017年度は1部・2部・3部A・3部B制度(3部A・3部B間に優劣なし)
- 2020年度は新型コロナウイルス感染拡大の影響によりリーグ開催を中止（代わって特別大会を実施）

## 関西学生ラクロスリーグ戦(男子) 1部 優勝回数(1990-)
- 関西学院大学 11回(1990-1993・1996-1997・2003・2007・2009・2014・2022)
- 神戸大学 9回(1994-1995・1998-2002・2013・2016）
- 京都大学 8回(2004・2006・2008・2010-2012・2018・2022)
- 大阪大学 2回(2015・2017）
- 京都産業大学 1回(2005）

## 関西学生ラクロスリーグ戦(男子) 最新編成表(2023)
- 1部リーグ
  - 関西学院大学
  - 京都大学
  - 神戸大学
  - 関西大学
  - 近畿大学
  - 立命館大学
  - 同志社大学
- 2部リーグ
  - 大阪大学
  - 神戸学院大学
  - 大阪公立大学
  - 甲南大学
  - 大阪教育大学
  - 大阪経済大学
  - 龍谷大学
- 3部リーグ
  - 京都産業大学
  - 京都工芸繊維大学
  - 追手門学院大学
  - 桃山学院大学
  - 大阪産業大学
  - 合同（流通科学大学、大手前大学）